# برنارد ویلیامز (دونده)
برنارد ویلیامز (انگلیسی: Bernard Williams؛ زادهٔ ۱۹ ژانویهٔ ۱۹۷۸) دونده اهل ایالات متحده آمریکا بود.